# Cyphon caspicus
Cyphon caspicus is een keversoort uit de familie moerasweekschilden (Scirtidae). De wetenschappelijke naam van de soort werd in 1975 gepubliceerd door Bernard Klausnitzer. De soort is endemisch in Azerbeidzjan.